# テロワーニュ・ド・メリクール

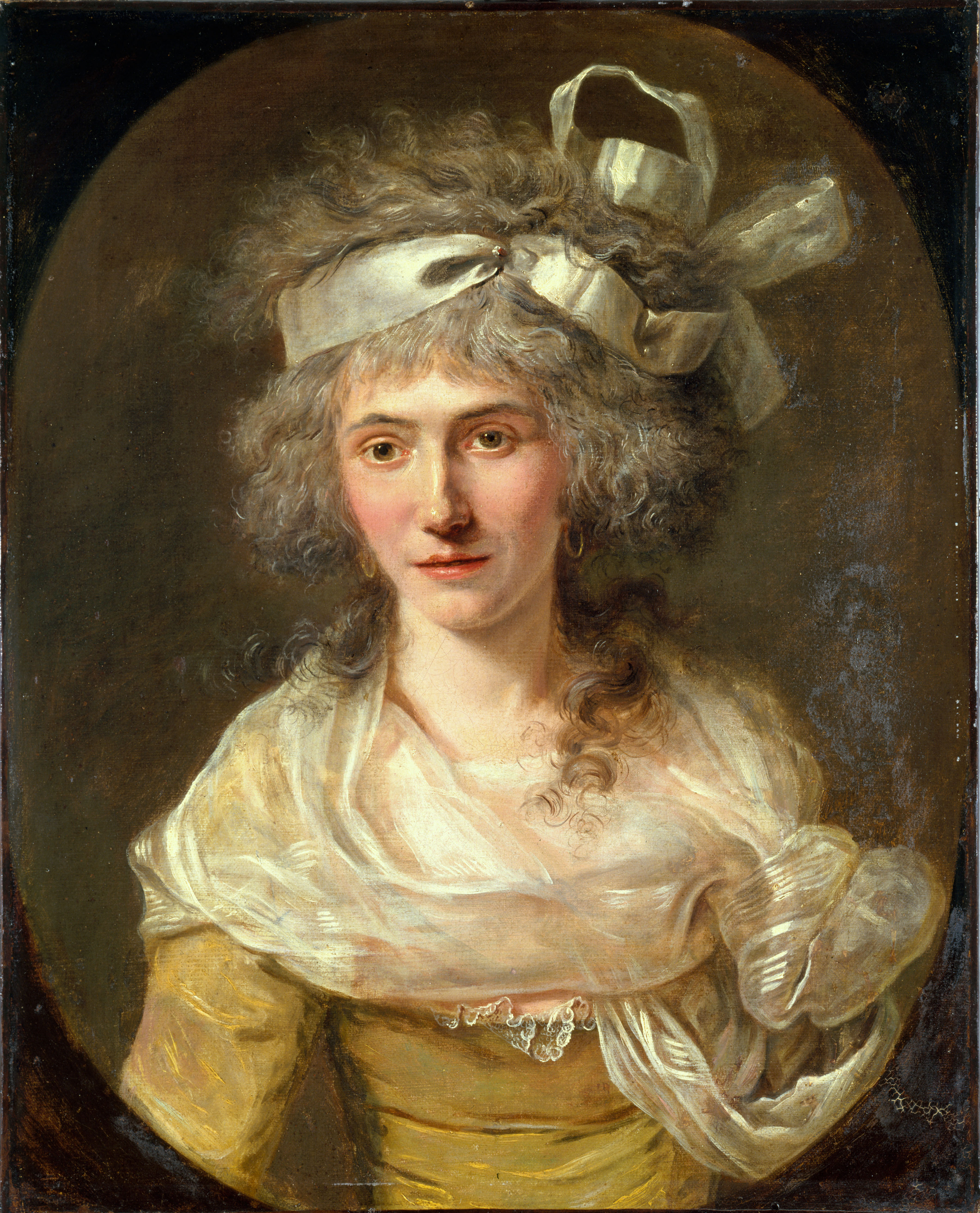
テロワーニュ・ド・メリクール
(カルナヴァレ博物館蔵)

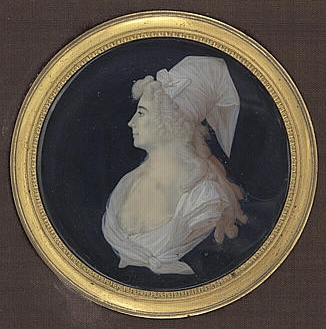
テロワーニュを描いた象牙製のミニアチュール、18世紀

アンヌ＝ジョセフ・テロワーニュ・ド・メリクール (Anne-Josèphe Théroigne de Méricourt、1762年8月13日 - 1817年6月8日) は、フランス革命前期の1789年 - 1793年にかけてパリを中心に活動した、娼婦出身の女性革命家。
乗馬服に幅広帽子という男装に身を包んでパリの街を闊歩し、革命のシンボルとして「自由のアマゾンヌ」ともてはやされた。

## 幼少期・娼婦時代
テロワーニュ・ド・メリクールは出生名をアンヌ・ジョゼフ・テルヴァニュ (Anne-Josèphe Théroigne) といい、現在のベルギー王国リュクサンブール州内のマルクール村で1762年に生まれた。生家は農家であったが、継母との関係が上手くいかず11歳で家を出奔し、牛飼いや針仕事などの職を転々とした。1782年、20歳でロンドンに渡り、「カンピナド伯爵夫人」という源氏名で社交界に入り、娼婦として自立するようになった。
ロンドン時代の彼女は、貴族・王族などを客に取り、幾人もの資産家を破滅に追い込んだ高級娼婦として名を馳せた。客の中に当時のイギリス王太子 (後の国王ジョージ4世) がいたという伝説もある。平民の出である彼女だが、こうした客との関わりの中で一定の教養を身につけていったものと思われる。また活動の場はロンドンに留まらずパリにも及び、国際的な女性でもあった。勘定高く、パリの高級官僚であったペルサン侯爵という人物に年間5000リーブルの終身年金を支払わせる契約を結び収入の安定を図っている。また、故郷から呼び寄せた弟達に職を斡旋するためパリの銀行家ペルゴーに宛てた手紙も残っており、兄弟思いの一面もあった。
パトロンの援助の元、一時は歌手を目指し、歌謡の本場であるイタリアで修行した時代もあったが、それは長続きしなかった。

## 革命への参加
1789年、テロワーニュはフランス革命前夜のパリに戻っていた。そして7月14日のバスティーユ襲撃をパレ・ロワイヤルの群衆の中で迎える。既にこの時彼女が馬上で男装に身を包みバスティーユ牢獄に向かう群集の先頭に立っていたとする叙述もあるが、テロワーニュ自身の『手記』にそのような記述はなく、後世の創作である。
革命の開始に感銘を受けた彼女は、乗馬服に大きな羽根飾りのついた幅広帽子といった男装でパリの街に出歩くようになり、国民議会の傍聴席に足繁く通った。男装の彼女の姿について、歴史家ジュール・ミシュレは、「われわれの父たちの心を奪い、一人の女の中に自由のイメージそのものを想起させた英雄的な美しさ」と評価している。学校教育を受けたことのない彼女だったが、次第に革命の思想を理解し、また傍聴席に熱心に通う男装の女性の姿は議員の目に留まり、革命家達との面識も得た。自宅には自然とサロンが形成され、彼女は娼婦稼業で得た資産を元に革命家達を援助した。彼女のサロンには、ダントン、デムーラン、ミラボー、シエイエスなども出入りした。
10月5日のヴェルサイユ行進の際も、まだ彼女はさしたる活動をしていない。この事件の首謀者がテロワーニュであり、マリー・アントワネットの居室まで侵入したという伝説があるが、女性を中心とする事件であったために、パリで著名な女性であった彼女が結び付けられたものである。
彼女が革命家として本格的な活動を始めるのは1790年のことで、バスティーユ牢獄の跡地への国会庁舎建設を訴える演説などを行っている。だが、彼女の影響力が増大するにつれ、中傷も激しくなった。特に王党派ジャーナリストは彼女への攻撃に熱心で、娼婦時代の経歴を暴き立てたり、彼女は革命指導者達の情婦であるとするゴシップ記事を書きたてたりした。

## 逮捕・釈放と絶頂期

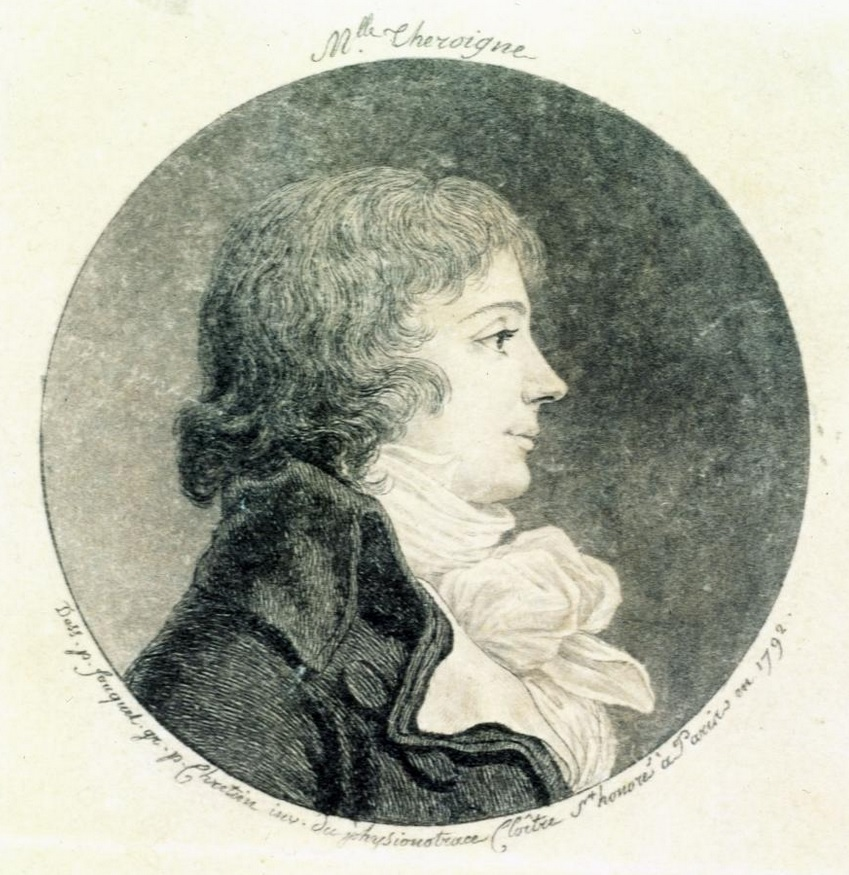
1792年、男装のテロワーニュ

1791年、テロワーニュはベルギーに帰省していた。王党派の攻撃を逃れるためと、革命家達への援助で資産が尽きかけていたためである。この時、彼女はオーストリアの官憲により身柄を拘束され、政治犯としてオーストリアのクフシュタインに送られた。罪状は「フランス王妃 (ハプスブルク家出身のマリー・アントワネット) に対する陰謀に参加した」こととされた。ベルギーに亡命していたフランスの王党派貴族の密告によるものという。現在残る彼女の『手記』は、この獄中で書かれたものである。フランスで強い影響力を持つ (とハプスブルク家が過大評価した) 彼女はやがてウィーンに送られ、神聖ローマ皇帝レオポルト2世自らも尋問したが、実際のところ彼女は大した情報を持っておらず、9か月の後に釈放された。
この逮捕は、かえって革命家としての彼女の経歴に箔をつけるものとなった。1792年、パリに帰還した彼女は、旧勢力の抑圧から脱出してきた受難者としてジャコバン・クラブで大歓迎を受け、「自由のアマゾンヌ」と称えられた。この頃が彼女の絶頂期で、様々な集会場に招かれて監禁の経験を語った。またパリ市内に婦人クラブを結成して下町の女性を集め、女性も武器を取り部隊を編成して革命に参加すべきと訴えた。8月10日事件の際は、例の男装でテュイルリー宮殿に向かう民衆の旗印となった。

## 没落

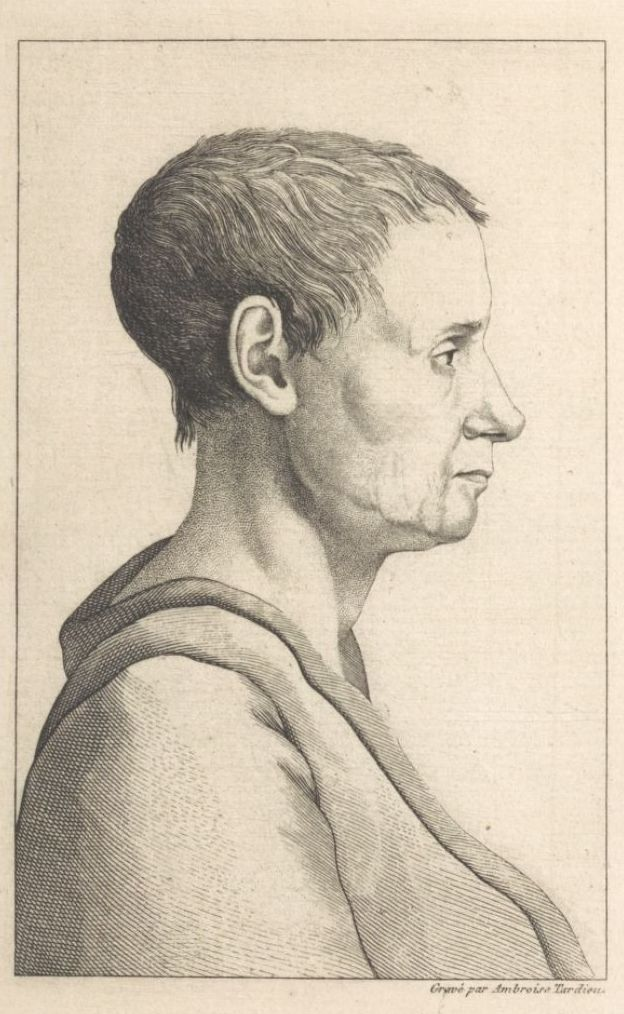
1816年のテロワーニュ

1793年に入ると、1月のルイ16世の処刑とこれを受けての第一次対仏大同盟の結成、各国からの経済制裁により共和政府は苦境に立たされた。民衆の食糧危機に対し打開策を講じないジロンド派に対しジャコバン派は反発を強め、共和政府内の対立構図も深刻となった。テロワーニュの思想は市民の和解と団結の上での対外開戦、というジロンド派寄りのものであり、このために彼女は反戦派のジャコバン派支持者から憎悪の対象とされるようになった。
5月、国民公会の開催されていたテュイルリー宮殿前にてジャコバン派支持の女性達がブリッソーらジロンド派の追放を訴えていた。いつものように国会へと通ってきたテロワーニュはこの女性らと揉み合いになり、馬上から引きずり降ろされ、服を引き裂かれて裸体とされ、その上で暴行を受けた。
これがテロワーニュが革命史上に登場する最後となった。この経験は彼女の精神に致命的な傷を負わせ、やがて発狂した彼女はいくつかの精神病院を転々とした。娼婦時代に感染した梅毒が身体を蝕んでいたともいう。最後はパリのサルペトリエール療養所で、1817年6月8日に54歳で寂しく一生を終えた。